# Lisa Martin
Lisa Frances Ondieki, nata O'Dea, precedentemente Martin (Gawler, 12 maggio 1960), è un'ex maratoneta australiana, vincitrice di una medaglia d'argento ai Giochi olimpici di Seul 1988.

## Biografia
O'Dea ha preso parte a 4 edizioni dei Giochi olimpici. Inizialmente formatasi come ostacolista, dal 1983 ha gareggiato nelle prime maratone.
Per i suoi successi è stata inserita nel 1997 nella Sport Australian Hall of Fame Nel 2000 ha ricevuto la medaglia dello sport australiano e nel 2014 è stata introdotta nella Athletics Australia Hall of Fame.

## Palmarès
| Anno | Manifestazione          | Sede        | Evento   | Risultato | Prestazione | Note |
| ---- | ----------------------- | ----------- | -------- | --------- | ----------- | ---- |
| 1984 | Giochi olimpici         | Los Angeles | Maratona | 7ª        | 2h29'03"    |      |
| 1986 | Giochi del Commonwealth | Edimburgo   | Maratona | Oro       | 2h26'07"    |      |
| 1987 | Mondiali                | Roma        | Maratona | dnf       | dnf         |      |
| 1988 | Giochi olimpici         | Seul        | Maratona | Argento   | 2h25'53"    |      |
| 1990 | Giochi del Commonwealth | Auckland    | Maratona | Oro       | 2h25'28"    |      |
| 1992 | Giochi olimpici         | Barcellona  | Maratona | dnf       | dnf         |      |
| 1996 | Giochi olimpici         | Atlanta     | Maratona | dnf       | dnf         |      |

## Altre competizioni internazionali
1984
- Oro alla Maratona di Canberra ( Canberra) - 2h35'05"
- Argento alla Maratona di Chicago ( Chicago) - 2h27'40"

1985
- Oro alla Maratona di Pittsburgh ( Pittsburgh) - 2h31'54"
- Argento alla Maratona di New York ( New York) - 2h29'48"

1986
- Argento alla Maratona di New York ( New York) - 2h29'12"

1987
- Argento alla Maratona di Osaka ( Osaka) - 2h30'59"

1988
- Argento alla Maratona di Osaka ( Osaka) - 2h23'51"

1991
- Bronzo alla Maratona di New York ( New York) - 2h29'01"

1992
- Oro alla Maratona di New York ( New York) - 2h24'40"

1993
- Argento alla Maratona di Londra ( Londra) - 2h27'27"

1994
- Argento alla Maratona di Londra ( Londra) - 2h33'17"
- Bronzo alla Maratona di Tokyo ( Tokyo) - 2h31'01"